# Asnières-sous-Bois
Asnières-sous-Bois là một xã của Pháp,tọa lạc ở tỉnh Yonne trong vùng Bourgogne.

## Hành chính
Các thị trưởng của Asnières-sous-Bois: 
1792-1792: François DUFOUR - 1792-1813: Jacques FORESTIER - 1813-1815: Claude LABOUREAU - 1815-1816: Jacques FORESTIER - 1816-1830: Pierre BONHOMME - 1830-1837: Jacques CAMBUZAT - 
1837-1848: Claude FORESTIER - 04/08/1848: Pierre CAMBUZAT - 1848-1849: Jean GUERIN - 1849-1850: Claude COTTIN - 1850-1851: Auguste CAMBUZAT - 1851-1852: Etienne REFREGE - 1862-1870: Théodorit FORESTIER - 1870-1871: Auguste CAMBUZAT - 1871-1872: Pierre BELLANGER - 1872-1882: Auguste CAMBUZAT - 1882-1884: Philibert CHAPPUIS - 1884-1888: Théodorit FORESTIER - 1888-1892: Mesmin-Jacques CAMBUZAT - 1892-1896: Philibert CHAPPUIS - 1896-1900: Théodorit FORESTIER - 1900-1912: Philibert CHAPPUIS - 1912-1935: Joseph CAILLAT - 1935-1936: Albert WEIDMANN - 1936-1945: Gabriel BILLARD - 1945-1953: Henri RENIAUD - 1953-1965: Joseph PERE - 1965-1977: Marcel BOULIN - 1977-1983: Pierre THIBAULT - 1983-1989: René JOLY - 1989-: Claudine GUERIN-MANDON

## Biến động dân số
| Năm | 1962 | 1968 | 1975 | 1982 | 1990 | 1999 |
| --- | ---- | ---- | ---- | ---- | ---- | ---- |
| Dân số | 195  | 208  | 187  | 167  | 156  | 166  |
| From the year 1962 on: No double counting—residents of multiple communes (e.g. students and military personnel) are counted only once. |      |      |      |      |      |      |